# Clossiana euphrosynella
Clossiana euphrosynella är en fjärilsart som beskrevs av Cabeau 1924. Clossiana euphrosynella ingår i släktet Clossiana och familjen praktfjärilar. Inga underarter finns listade i Catalogue of Life.